# De Toonzaal

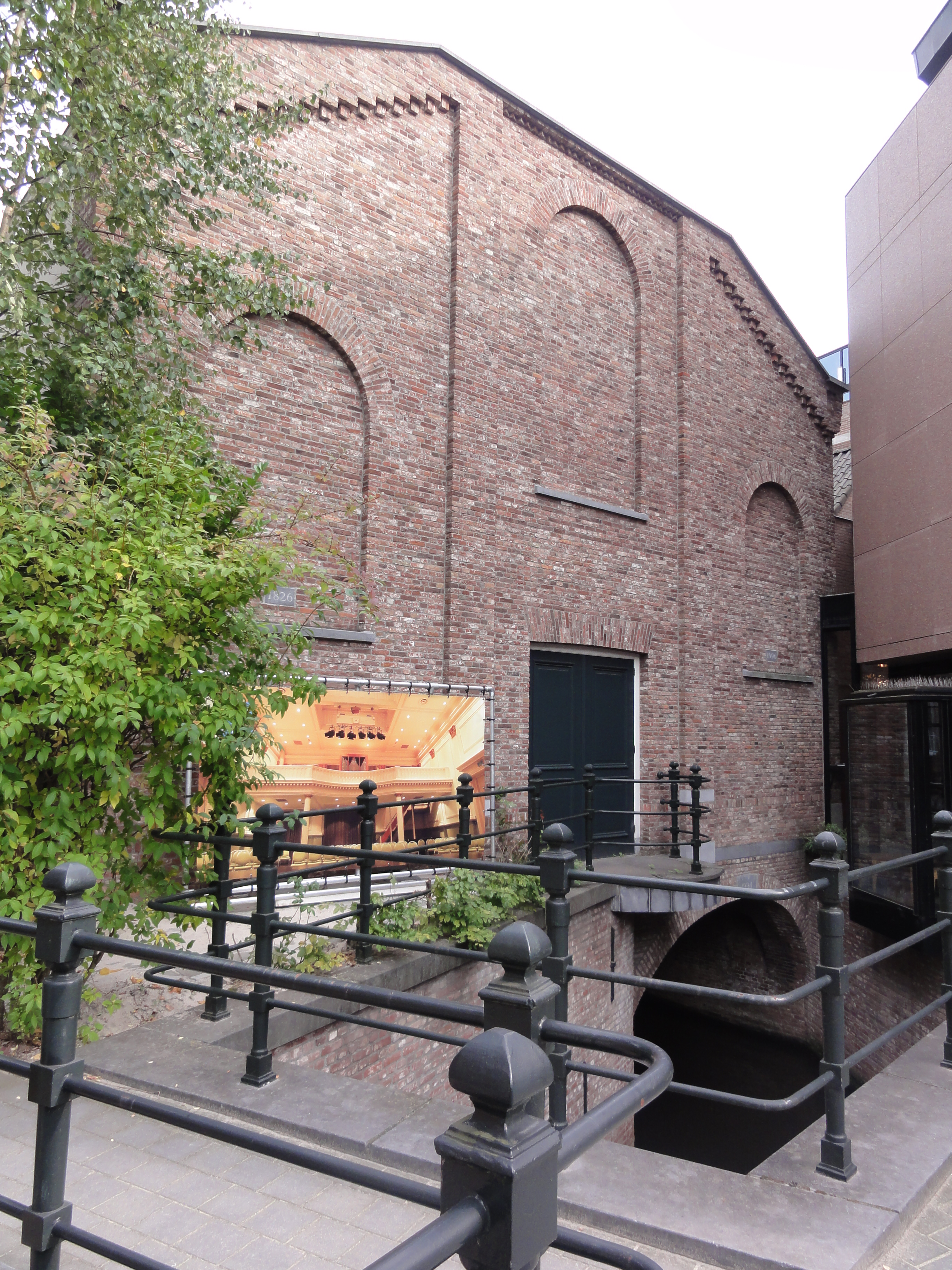

De Toonzaal es una casa de la cultura, sala de conciertos y un instituto de investigación sobre música de Bolduque, Países Bajos. 
El objetivo de De Toonzaal es el proveer de un espacio de confluencia para la realización de talleres de formación y producción, seminarios, conferencias, debates, conciertos, etc. 
De Toonzaal tiene un estudio musical para artistas en residencias, educación y investigación. De Toonzaal posee una rara colección de sintetizadores analógicos (ARP 2600).